# Placida saronica
Placida saronica is een slakkensoort uit de familie van de Limapontiidae. De wetenschappelijke naam van de soort is voor het eerst geldig gepubliceerd in 1988 door T.E. Thompson.